# 雷戴伊·克勞迪雅
雷戴伊·克勞迪雅（匈牙利語：Rhédey Klaudia，1812年9月21日—1841年10月1日），匈牙利貴族，雷戴伊家族的成員。

## 家庭
1835年，克勞迪雅和符騰堡的亞歷山大結婚，婚後被封為「霍亨施泰因女伯爵」。兩人共有1子2女：
1. 克勞汀（英语：Princess Claudine of Teck）（1836年—1894年）
2. 法蘭茲（1837年—1900年）
3. 阿瑪莉埃（英语：Princess Amalie of Teck）（1838年—1893年）